# Guttmann Béla

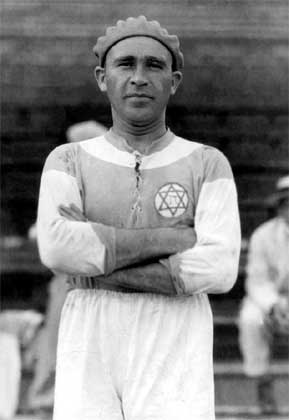
Guttmann Béla az SC Hakoah Wien mezében

Guttmann Béla, Gárdos (Budapest, 1899. január 27. – Bécs, 1981. augusztus 28.) magyar válogatott labdarúgó, nemzetközi szinten is kiemelkedő edző.

## Pályafutása
Guttmann Béla pályafutása során 12 ország 25 csapatát irányította, de sehol sem maradt sokáig. Ennek két oka volt, egyrészt a nehéz természete, másrészt mert hű maradt a mottójához: „a harmadik szezon végzetes" (vagyis nem szabad megvárni...). Az egyik legnagyobb és legismertebb magyar edző volt. Ő honosította meg Brazíliában a 4-2-4-es formációt, amivel 1958-ban világbajnokok lettek. Egymás után kétszer BEK-győzelemre vezette a Benficát. A világ minden táján elismerték és értékelték tudását.

### Klubcsapatban
A Budapestről világhódító útra induló magyar játékos és edző zsidó családban született. Játékosként fiatalon kétszer nyert magyar bajnoki címet az MTK-val, majd 1922 elején Ausztriában folytatta a pályafutását. A Hakoah Wien színeiben odaát is ünnepelhetett egy élvonalbeli elsőséget, de talán fontosabb megemlíteni azt, hogy tagja volt annak az együttesnek, amelyik első kontinentális alakulatként hazai pályán tudott legyőzni egy angol gárdát (1923-ban a Hakoah 5:0-ra verte meg a West Ham Unitedet).

### A válogatottban
1921 és 1924 között 4 alkalommal szerepelt a legjobbak között és 1 gólt szerzett. Tagja volt az 1924-es párizsi nyári olimpián részt vevő csapatnak. A búcsúja nem sikerült szépre. Párizsban ő elégedetlenkedett a leghangosabban, amiért ötkarikás csapatunkkal szinte több kísérő utazott ki, mint maguk a játékosok, miközben a montmartre-i szállás a mérkőzések előtti ráhangolódásra, pihenésre tökéletesen alkalmatlan módon zajos volt, és egyéb hiányosságokkal is küszködött. Ennek illusztrálására társaival patkányokat lógatott az edzők szobájának ajtajára. Soha többé nem húzta magára a címeres mezt azután, hogy az olimpián a válogatott 0:3-as vereséget szenvedett (egyiptomi csapás).

### Edzőként
Guttmann a Hakoah egy amerikai túrája után kint ragadva később hat évig New York-i klubokban futballozott – ezekből is akadt néhány, ami később trénerként jellemezte –, majd miután az 1929-ben kezdődő nagy gazdasági világválságban szinte mindenét elbukta (ugyanis előzőleg, a játék mellett betársult az alkoholtilalom korának szeszesitalüzletébe is), visszatért Bécsbe, és a Hakoahnál kezdte meg négy évtizedes edzői karrierjét.
Ezután Hollandia következett, majd ismét Bécs, és hamarosan az első bajnoki cím itthon az Újpesttel (1939, plusz egy KK-trófea). Miután máig tisztázatlan körülmények között túlélte a holokausztot (állítólag Svájcban), a Vasasnál kezdett, Bukarestben folytatta (a Ciocanulnál), megint dirigálta az Újpestet (újabb NB I-es arany, 1947), 1948-ban pedig egy ideig a Kispestet.
A KAC-nál idősebb Puskás (Purczeld) Ferenc utódaként kapott lehetőséget, de aztán összeveszett játékosával, az ifjabbik Puskás Ferenccel – két dudás egy csárdában esete –, s világgá ment, szó szerint.

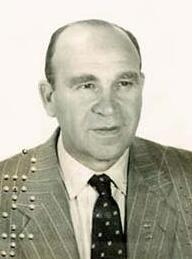
Guttmann Béla 1953-ban edzőként

Olasz csapatok, Argentína és Ciprus után 1953-ban ült le a sztárokkal (Nordahl, Liedholm, Schiaffino, Maldini) teletűzdelt AC Milan kispadjára, ahonnan 1955 elején állították fel. Nem az eredményei miatt kellett távoznia (a lombardok élen állnak a bajnokságban, és a szezon végén bajnokok lettek, csak éppen már mással), hanem a klubon belüli intrikáknak esett áldozatául. Ezek után vetette bele a mindenkori szerződéseibe, hogy ne lehessen kirúgni, ha éppen vezetik a tabellát.
Vicenza következett, majd 1956–1957 telén csatlakozott a Puskás Ferenc meg az Aranycsapat több más játékosa által fémjelzett Honvédhoz, amely dél-amerikai túrán vett részt, ő viszont ott is maradt Brazíliában, ahol a Sao Paulo vezetőedzője lett, és nemsokára állami bajnokságot nyertek. Akkori tevékenységéről sokáig méltánytalanul kevés szó esett, pedig Guttmann vezette be és népszerűsítette arrafelé azt a támadás orientált, 4–2–4-es felállást, amelynek kidolgozásában neki is szerepe volt Sebes Gusztáv és Bukovi Márton, a nagy magyar edzőtriász másik két tagja mellett. E formációval aztán a selecao 1958-ban végre megnyerte története első világbajnoki címét.
1958-ban Guttmann Béla visszatért Európába, és Portugáliában a Portónál vállalt munkát, ahol bajnoki címhez segítette a csapatot, majd a szurkolók legnagyobb bánatára a rivális Benficához távozott. A mester nagyszerűen integrálta a brazíliai tapasztalatokat az európai labdarúgásba: két hazai arany mellett következtek a legnagyobb sikerek, a Benfica kétszer is megnyerte a Bajnokcsapatok Európa-kupáját (BL). A portugál együttes volt az első, amelyik megtörte Puskással fémjelzett Real Madrid egyeduralmát a sorozatban. A siker kulcsa az volt, hogy az elején kiseprűzte a régi társaság jó részét az öltözőből, és 18-20 éves srácokkal töltötte fel a keretet. Eusébiót úgy fedezte fel, hogy a fodrásznál véletlenül mellé ültették José Carlos Bauert, a Sao Paulo edzőjét, aki beszélni kezdett egy zseniális mozambiki fiúról, akit akkoriban látott futballozni. Guttmann Béla kiugrott a székből, azonnal repülőjegyet váltott Lourenco Marquesba, a mozambiki fővárosba – ma Maputo –, s két nap múlva a fiatal csillag már a Benfica labdarúgója volt, noha addig a nagy rivális Sporting helyi fiókcsapatában játszott.
Az 1961-es BEK-siker még Eusébio nélkül, a Barcelona ellen született meg, de az 1962-es amszterdami döntőben már a mindössze 20 esztendős Eusébio vezérletével fektették két vállra a nagy favorit „királyi gárdát". Azt a finálét máig az európai foci legnagyobb momentumai között emlegetik. A félidőben 3:2-re vezetett a Real Madrid, Puskás három góljával, s a spanyolok uralták a meccset. A szünetben Guttmann Béla csak annyit mondott a tanítványainak: „Az ellenfél már gyakorlatilag halott, simán nyertek, rúgtok neki egy ötöst." Mindnyájan azt hitték, hogy az edző megbolondult, de az események őt igazolták: a Benfica 5:3-ra győzött.
Guttmann karrierje csúcsán távozott Lisszabonból, és bár még 1973-ig aktív volt – ezalatt Ausztrián és Portugálián kívül megfordult Uruguayban (ahol a Peñarolnál Libertadores-kupa-elsőségre képes gárdát rakott össze, de a babérokat már az utódja aratta le), Svájcban és Görögországban is –, korábbi sikereit nem sikerült megismételnie.

## Guttmann-átok
1962-ben egymás után a második BEK-trófeáját is megnyerte a Benficával, Guttmann extraprémiumot követelt a klubelnöktől, dr. António Mundrungától, aki azt felelte, hogy ez nem szerepel a szerződésben. Guttmann Béla dühbe jött, s mielőtt rácsapta volna az ajtót a szerinte zsugori főnökre, megátkozta a klubot azzal, hogy soha többé (más források szerint 100 évig) nem nyer európai kupát. Azóta 8 finálét is elbukott a Benfica. Ötször a BL/BEK-ben, háromszor pedig az UEFA/Európa Ligában maradt alul.

## Sikerei, díjai

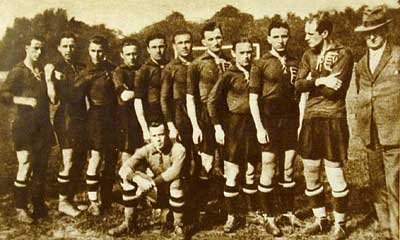
Fogl Károly, Opata Zoltán, Hirzer Ferenc, Jeny Rudolf, Eisenhoffer József, Guttmann Béla, Mándi Gyula, Obitz Gábor, Braun József, Orth György, Kiss Gyula (1924)

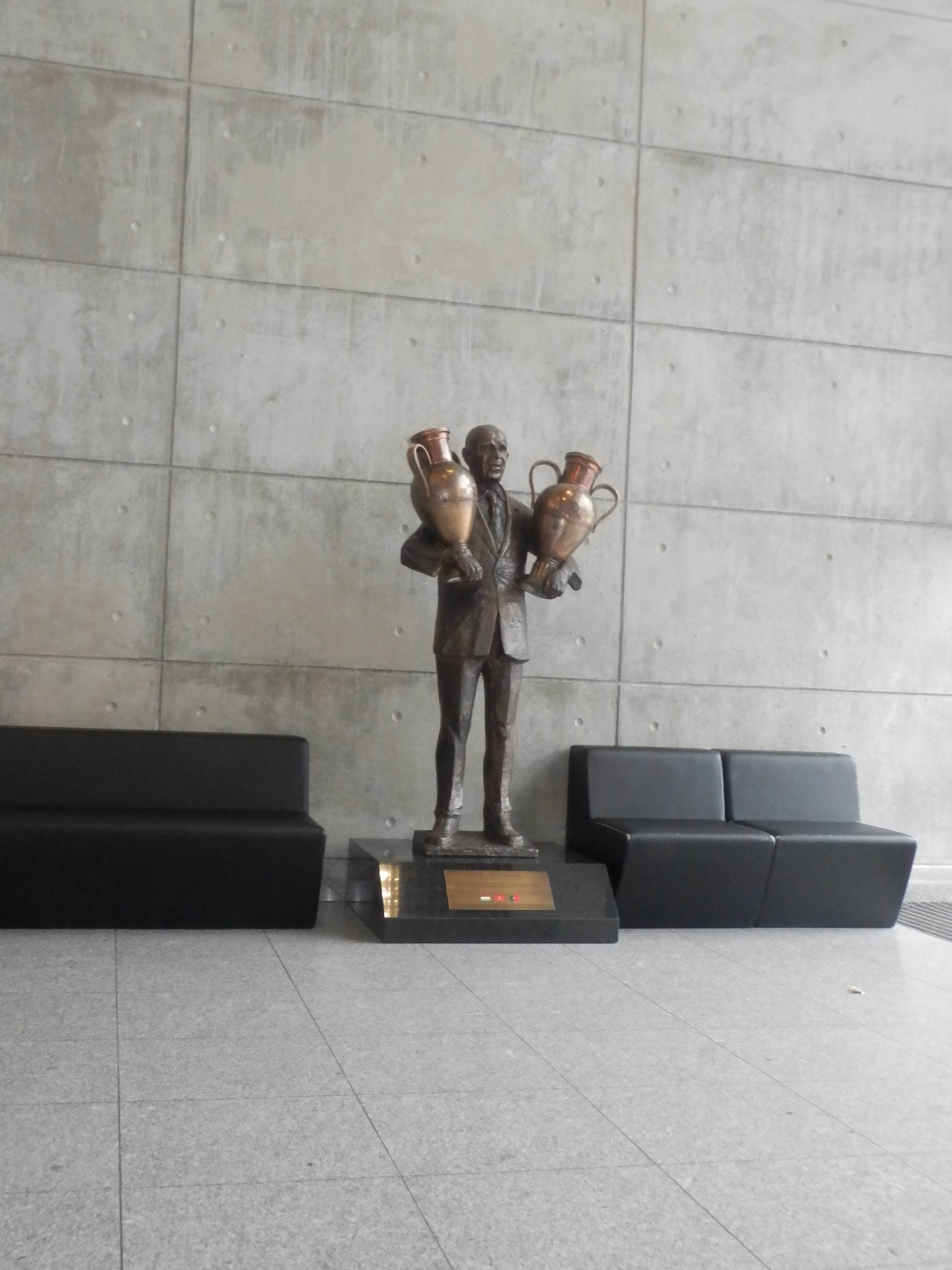
Guttman Béla emlékműve a „Katedrálisban”

### Játékosként
MTK
- Magyar bajnokság
  - bajnok: 1920–21, 1921–22

Hakoah Wien
- Osztrák bajnokság
  - bajnok: 1924–25

### Edzőként
Újpest
- Magyar bajnokság
  - bajnok: 1938–39, 1946–47
- Közép-európai kupa
  - győztes: 1939

Porto
- Portugál bajnokság
  - bajnok: 1958–59

Benfica
- Bajnokcsapatok Európa-kupája
  - győztes: 1960–61, 1961–62
- Portugál bajnokság
  - bajnok: 1959–60, 1960–61
- Portugál kupa
  - győztes: 1962

## Statisztika

### Mérkőzései a válogatottban
| Magyarország | Magyarország     | Magyarország                    | Magyarország | Magyarország | Magyarország    | Magyarország          | Magyarország | Magyarország |
| #            | Dátum            | Helyszín                        | Hazai        | Eredmény     | Vendég          | Kiírás                | Gólok        | Esemény      |
| ------------ | ---------------- | ------------------------------- | ------------ | ------------ | --------------- | --------------------- | ------------ | ------------ |
| 1.           | 1921. június 5.  | Budapest, Hungária körúti pálya | Magyarország | 3 – 0        | Németország     | barátságos            | 1            | 29'          |
|              | 1921. június 26. | Budapest, Üllői úti pálya       | Magyarország | 3 – 0        | Dél-Németország | barátságos            | -            |              |
| 2.           | 1924. május 18.  | Zürich, Sportplatz Förrlibuck   | Svájc        | 4 – 2        | Magyarország    | barátságos            | -            |              |
| 3.           | 1924. május 26.  | Párizs, Bergeyre-pálya (FRA)    | Magyarország | 5 – 0        | Lengyelország   | olimpia, első forduló | -            |              |
| 4.           | 1924. május 29.  | Párizs, Stade-Paris pálya (FRA) | Egyiptom     | 3 – 0        | Magyarország    | olimpiai nyolcaddöntő | -            |              |
|              | Összesen         |                                 |              | 4            | mérkőzés        |                       | 1            | gól          |